# Orontony
Orontony ou Nicolas Orontony, né en 1695 et décédé en 1750, fut un chef d'une des tribus de la Nation Hurons-Wendat qui s'opposa à la politique coloniale française en Nouvelle-France.

## Biographie
Orontony est né en 1695 dans la mission jésuite de Saint-Ignace dans la région des Grands Lacs. 'Orontony' était un titre donné au chef dans cette tribu Wendat. Son prénom Nicolas lui fut donné certainement par le père jésuite Armand de La Richardie dans sa mission de Fort Détroit.
En 1739, les Wendats entrent en conflit avec une autre nation alliée des Français, les Outaouais. Orontony se rend à Québec pour une audience avec le gouverneur de la Nouvelle-France, Charles de La Boische, marquis de Beauharnois afin de solliciter une médiation avec les Outaouais et la possibilité de s'installer au plus près du cœur de la Nouvelle-France. Le gouverneur tergiverse et Orontony revient vers les siens sans une aide de la part des Français. Orontony quitte avec sa tribu, la région du Fort Détroit et s'installe le long du lac Érié près de la Baie de Sandusky. Il y établit un village fortifié. De là, il entre en contact avec les négociants et trafiquants anglais et finit par s'allier avec eux. 
En 1743, Orontony complote contre la France. Il vise à détruire les postes de traite français au sud des Grands Lacs et de prendre le Fort Détroit. L'Angleterre lui apporte son soutien en voyant là, un allié potentiel au sein du territoire de la Nouvelle-France. Orontony est invité en Nouvelle-Angleterre et séjourne dans le village d'Albany.
Les Anglais poussent à leur avantage et tentent de soulever d'autres nations amérindiennes contre les Français, mais les Miamis et les Illinois gardent leur distance et continuent de vivre en bonne intelligence avec les Français.
En 1747, Orontony se rend alors à Fort Détroit à la tête d'une délégation pour parler de paix avec les Français. Hélas parmi eux, des Amérindiens alliés des Anglais tuent des soldats français. Ces derniers se défendent et Orontony attaque avec ses combattants le Fort Détroit, mal défendu, qu'ils prennent et détruisent. Orontony et ses hommes se réfugient dans la mission jésuite de l'Île Bois Blanc qu'ils incendient également avant de s'enfuir.
En 1747, le gouverneur Paul-Joseph Le Moyne de Longueuil envoya d'importants renforts au Fort Détroit. Orontony décida alors de s'éloigner de la région des Grands Lacs et fit incendier son village fortifié de Sandoské avant de migrer plus au sud vers la vallée de la rivière Ohio. Les troupes françaises arrivent au village fortifié du chef Orontony qu'ils découvrent détruit par les flammes. Ils construisent aussitôt un nouveau fort, le Fort Sandoské.
En octobre 1750, Orontony meurt de la variole, victime d'une épidémie qui ravagea une partie de son peuple.